# Institut Max-Planck de microbiologie marine
 (février 2025).
L'Institut Max-Planck de microbiologie marine (en allemand : Max-Planck-Institut für Marine Mikrobiologie, MPI-MM) est un institut de recherche extra-universitaire dépendant de la Société Max-Planck situé à Brême. Il a été fondé en 1992. À proximité immédiate de l’université de Brême et de ses départements de biologie et de sciences de la Terre, où sont également menées des recherches marines, il étudie le cycle biogéochimique des éléments dans les océans et les micro-organismes impliqués.
Les micro-organismes (également appelés microbes) comprennent principalement des bactéries et des algues unicellulaires, mais aussi des virus et organismes unicellulaires plus primitifs du domaine des archées. Dans le cadre de la recherche et de la coordination des travaux, il existe une coopération étroite avec un grand nombre d’autres institutions de recherche dans le nord de l’Allemagne et avec des institutions du monde entier. Dans le Land de Brême, il s’agit principalement de l’Université de Brême, de l'université Constructor ou de l’Institut Alfred-Wegener de Bremerhaven.

## Organisation
Début 2025, l’institut se compose de trois départements avec plusieurs groupes de recherche associés :
- département de biogéochimie
  - groupe de biochimie
  - groupe de recherche en physiologie microbienne
  - groupe de recherche sur les gaz à effet de serre
- département d'écologie moléculaire
  - écologie moléculaire
  - groupe de recherche sur la cytométrie en flux
- département Symbiose
  - groupe de recherche Interactions métaboliques

De plus, les groupes de recherche suivants résident à l’institut :
- Microcapteurs
- Groupe de recherche Max Planck sur le métabolisme microbien
- Groupe de recherche Max Planck sur la virologie des archées
- Groupe de recherche Max Planck sur les interactions co-évolutives
- Groupe de recherche Max Planck sur la virologie des protistes
- Groupe de recherche conjoint HGF MPG pour l’écologie et la technologie des grands fonds marins
- Groupe de recherche conjoint MARUM MPG sur la glycobiologie marine
- Groupe de recherche conjoint HIFMB MPG sur les "-omiques" marines
- Groupe de recherche Emmy Noether sur le cycle des organo-sulfurés
- Groupe de géochimie marine

## International Max Planck Research School (IMPRS)
Le MPI pour la microbiologie marine propose le programme de doctorat « International Max Planck Research School (IMPRS) of Marine Microbiology » (MarMic) en collaboration avec l’Institut Alfred-Wegener pour la recherche polaire et marine, l’Université de Brême et l'université Constructor.